# Gert Weigelt

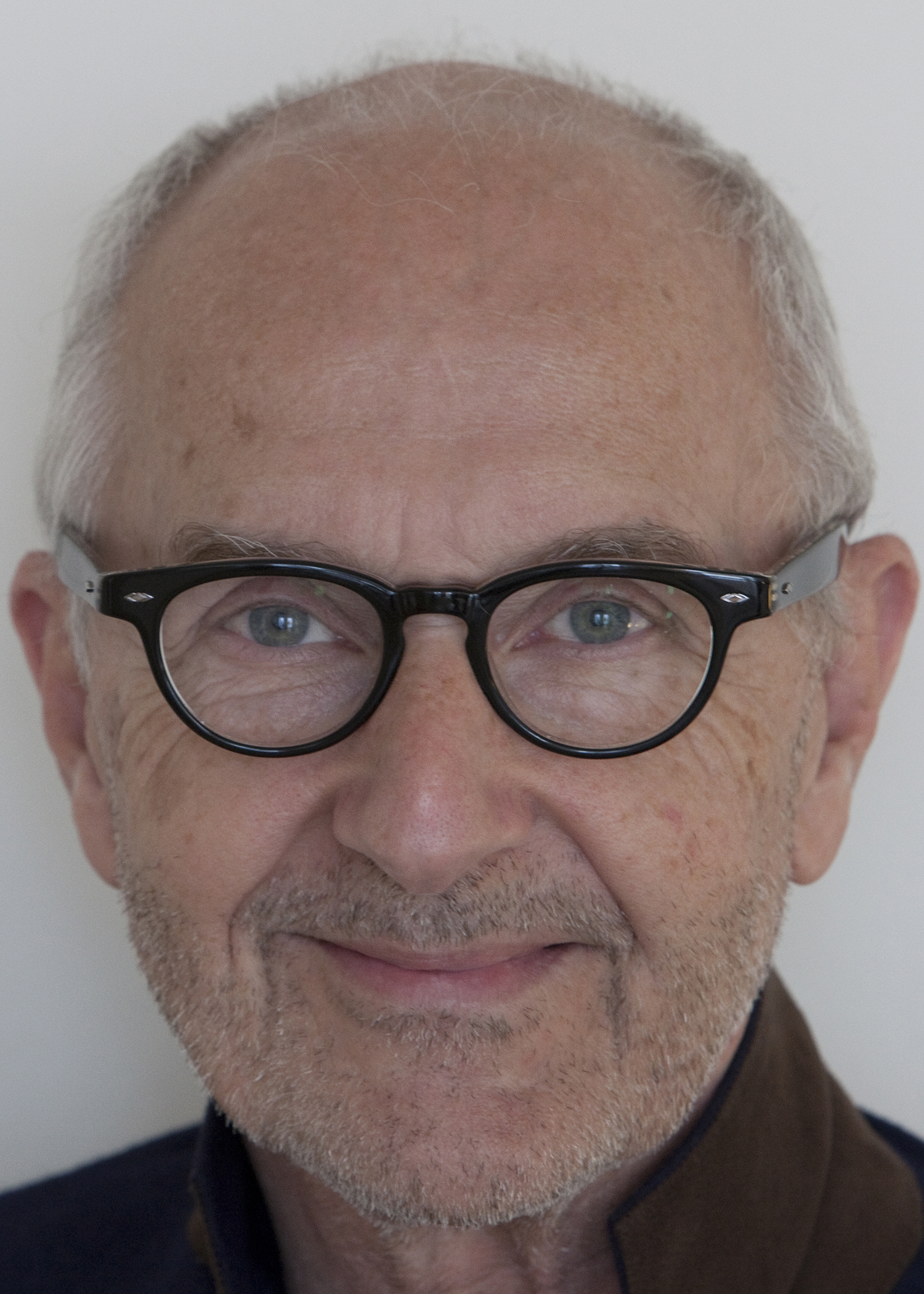
Gert Weigelt (2010)

Gert Weigelt (* 27. Juli 1943 in Raeren bei Eupen) ist ein deutscher Fotograf.

## Leben und Wirken
Gert Weigelt begann nach dem Abitur mit der Ausbildung zum klassischen Bühnentänzer, er studierte in Berlin bei Tatjana Gsovsky und in Kopenhagen bei Birger Bartholin und Vera Volkova. Von 1967 bis 1970 war er beim Königlich Schwedischen Ballett in Stockholm engagiert, 1970–1972 beim schwedischen Cullberg-Ballett und 1972–1975 beim Nederlands Dans Theater. In dieser Zeit arbeitete er mit zahlreichen wichtigen Choreografen wie Hans van Manen, Jerome Robbins, Jiří Kylián, Kurt Jooss, Glen Tetley und Birgit Cullberg zusammen.
Nach der Beendigung seiner Tanzkarriere studierte Weigelt Künstlerische Fotografie an der Fachhochschule für Kunst und Design in Köln. Rasch etablierte er sich als einer der wichtigsten deutschen Tanzfotografen, als Chronist verfolgte er seit Mitte der 70er Jahre Choreografen wie Pina Bausch, Hans van Manen, Maurice Béjart, Susanne Linke, William Forsythe, Gerhard Bohner oder Martin Schläpfer.

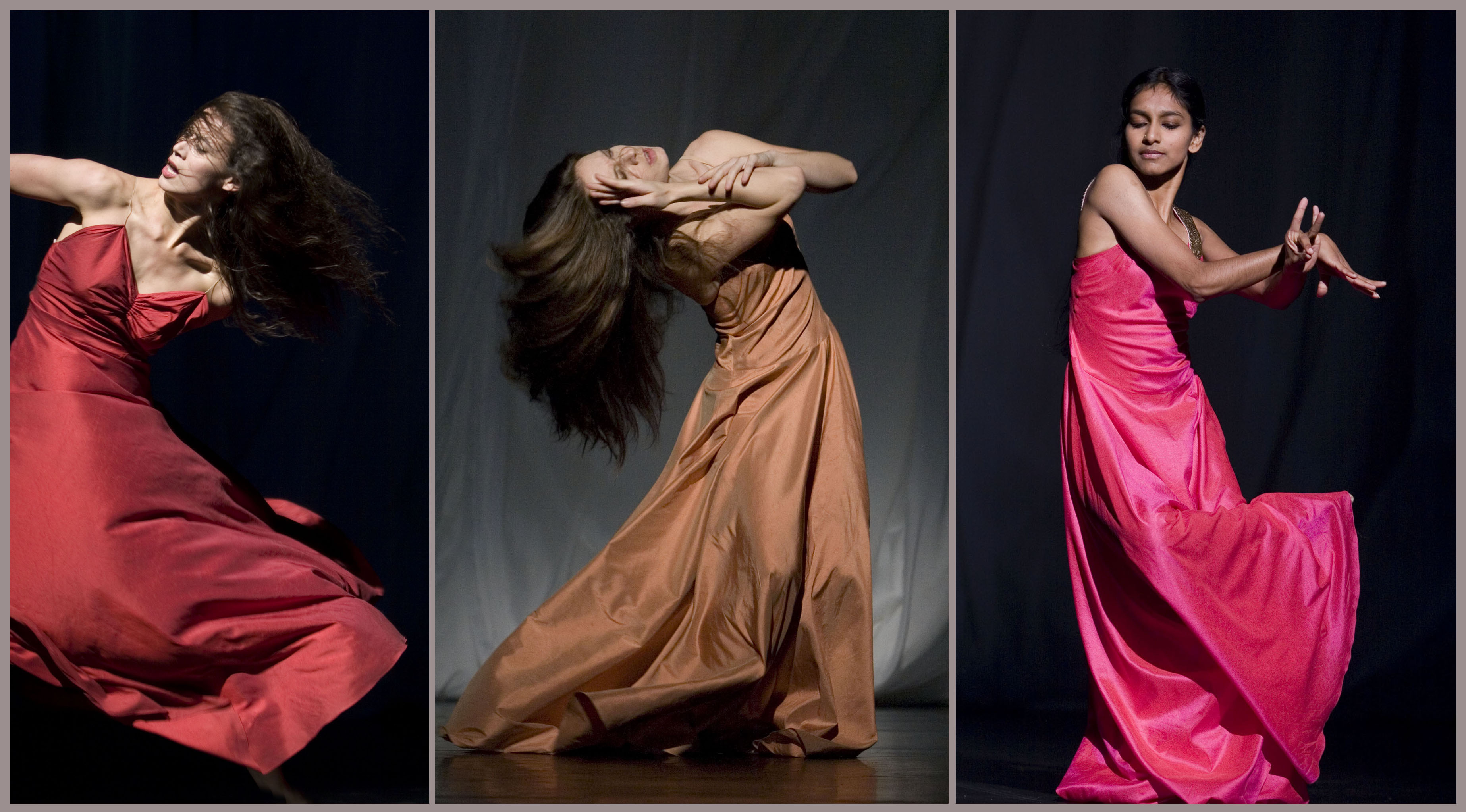
Clémentine Deluy / Thusnelda Mercy / Shantala Shivalingappa in Bamboo Blues von Pina Bausch (1997)

Seine Bilder trugen in den 70er und 80er Jahren zum publizistischen Durchbruch des deutschen Tanztheaters bei, sie erschienen in u. a. in den Tanzzeitschriften Das Tanzarchiv, Ballett International/tanz, Dance Magazine, in den Ballettjahrbüchern des Friedrich Verlags und in zahlreichen Tageszeitungen.
Seit 1992 hat Gert Weigelt auch sechs kurze Tanzvideos fürs Fernsehen (das Zweite Deutsche Fernsehen und den niederländischen Fernsehsender NOS) erarbeitet, die z. T. auf Festivals ausgezeichnet wurden. Im Jahr 1991 erschien im Verlag te Neues sein erster Ballettkalender Dance Vision. In der Folge produzierte te Neues parallel dazu Pas de Deux und Ballett Gala. Ab 1997 etablierte sich dann der Broschürenkalender Dance auf dem Markt, der bis heute weltweit Verbreitung findet. 2013 erschien im Dumont Kalenderverlag zum ersten Mal sein Kalender Ballett am Rhein. Über 150 seiner Arbeiten wurden als Postkarten herausgegeben (bei Art Unlimited und im Gebr. König Postkartenverlag). Seit 2003 hat Gert Weigelt eine eigene Kolumne im Online-Tanzmagazin www.tanznetz.de. Horst Koegler nannte ihn den „Klassizist unter den Tanzfotografen“.

Plakat aus Gert Weigelts Plakatserie für das Ballett am Rhein, 2014 ausgezeichnet mit dem Designpreis der Bundesrepublik Deutschland in der Sparte Kommunikationsdesign

Für eine Plakatserie für das Ballett am Rhein erhielt Weigelt 2014 den Designpreis der Bundesrepublik Deutschland in der Sparte Kommunikationsdesign, zusammen mit den Grafikern Nicolas Markwald und Nina Neusitzer. Das Team Weigelt, Neusitzer & Markwald erhielt auch für andere gemeinsame Projekte für das Ballett am Rhein wiederholt den begehrten Red Dot Award: Communication Design, den Deutschen Preis für Kommunikationsdesign, der jährlich vom Design-Zentrum NRW verliehen wird.
Für seine Verdienste um den Tanz wurde Gert Weigelt am 19. Oktober 2019 bei einer Gala im Aalto-Theater zu Essen der Deutsche Tanzpreis verliehen. Die Laudatio hielt Thomas Thorausch vom Deutschen Tanzarchiv in Köln. „Weigelts Arbeiten sind nicht allein Dokumente des Tanzes, sie sind eine eigene Kunst. In ihnen werden äußere Form und innere Bewegung offenbar. Sie sind eine Feier der Bewegung und der Körper. Sie sind eine Feier des Tanzes, der immer wieder neue Perspektiven bietet, das Verborgene, Unentdeckte für uns sichtbar werden lässt. Im Moment des Bildes scheinen die Bühne, der Fotograf und die Kamera eins geworden, um die Seele des Tanzes festzuhalten – für einen Augenblick“, so ein Auszug aus der Begründung der Jury. Weigelt ist der erste Tanzfotograf, der den Deutschen Tanzpreis erhielt.

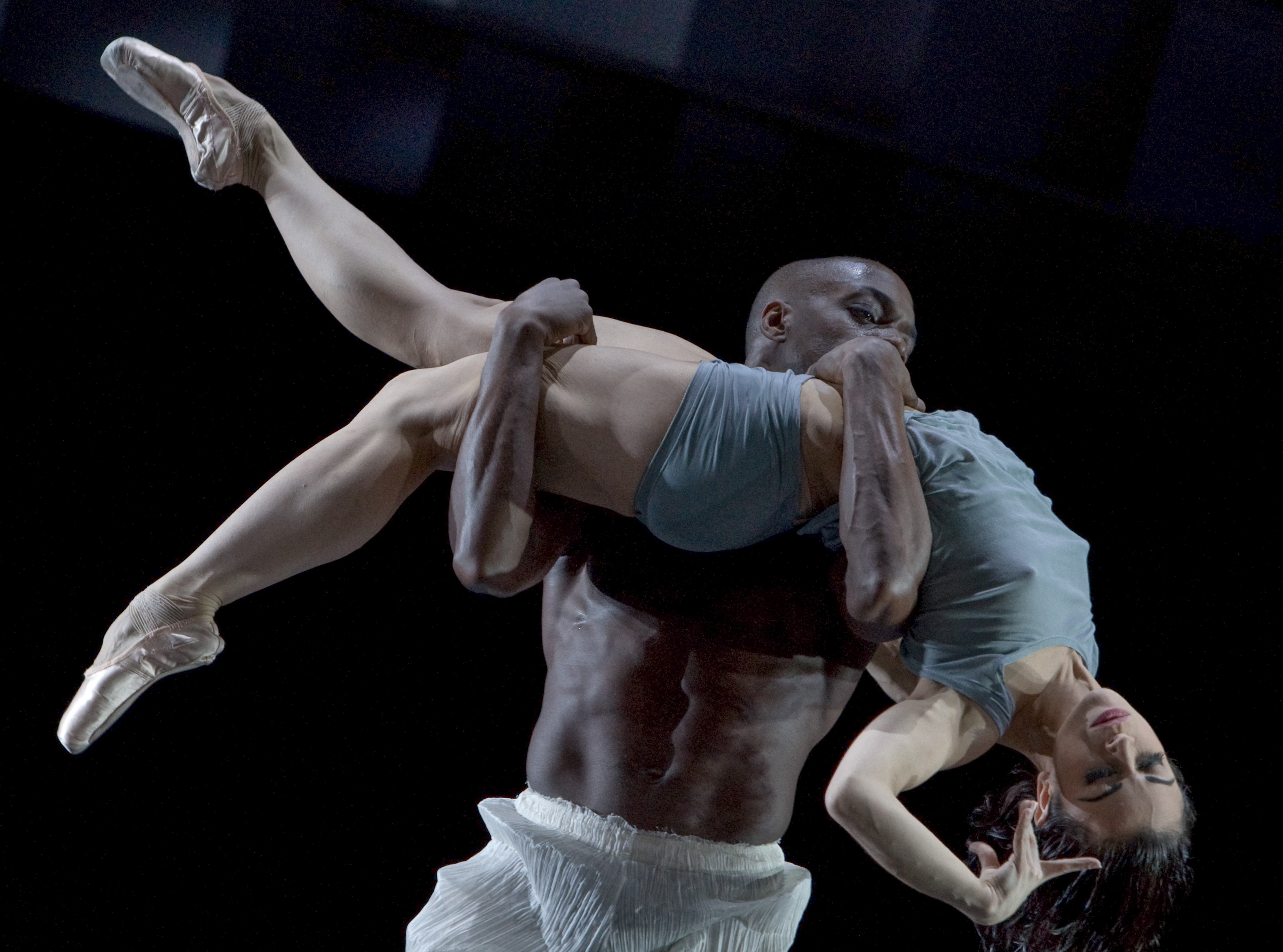
Marlúcia do Amaral und Chidozie Nzerem in Neither von Martin Schläpfer (2010)

Neben seiner journalistischen Arbeit widmet sich Weigelt auch der Porträt- und der inszenierten Körperfotografie. Im Gegensatz zur Bühnenfotografie, für die Hauptparameter wie Aktion und Licht vorgegeben sind, entstehen in seinem Atelier ganz eigene, autonome Körperwelten.

„Dem eigentlichen, relativ kurzen, Termin des Fotografierens, geht ja eine längere Phase der Reflexion voraus. (Nicht nur) für den Tänzer muss ich ja ein individuelles Inszenierungskonzept vorbereiten, um die gemeinsame Arbeit nicht zu einem Zufallsprodukt werden zu lassen. Ein wenig mag das auch wie beim Choreografieren sein: Ein Choreograf folgt doch wohl meist seiner eigenen Bewegungsveranlagung, seinem inneren ‚movement pattern‘“

„Weigelt legt größten Wert auf Körperlichkeit und Plastizität, die streng artifiziell durchkomponiert werden. Er kombiniert die Form des Körpers mit der Pose, die ihn inspiriert. Aus seiner ästhetischen Inszenierung, die nichts dem Zufall überlässt, entstehen ungewohnte Sehweisen auf den Körper.“

Gert Weigelt wohnt und arbeitet seit 1975 in Köln. Er war verheiratet mit der Tänzerin und Trainingsleiterin für Klassischen Tanz Sighilt Pahl (* 11. Mai 1943 in Kreuz; † 14. Dezember 2019 in Siegburg).

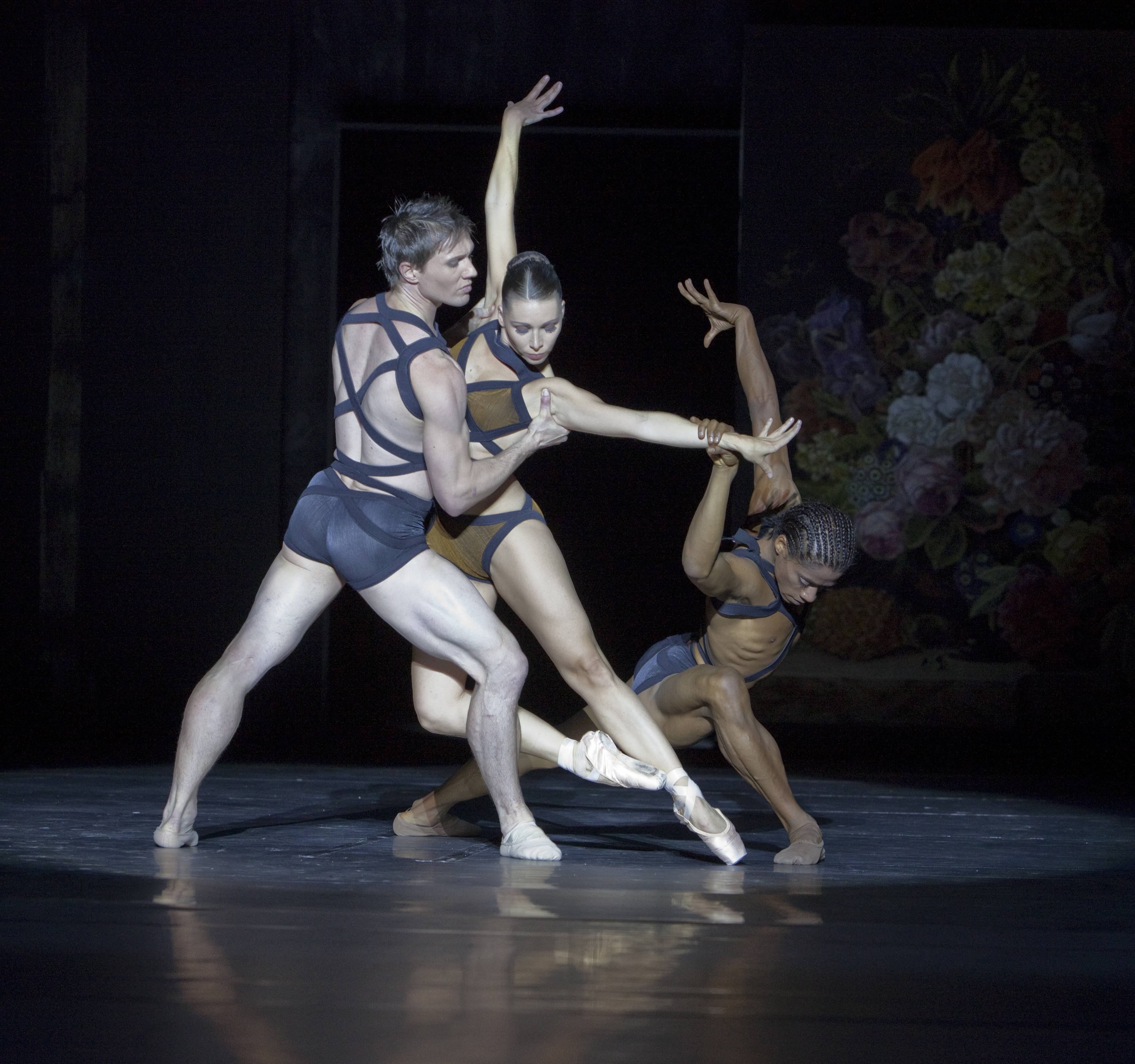
Callum Hastie / JulieThirault / Pontus Sundset in 3 von Martin Schläpfer (2010)

## Sonderausstellungen
- 1983 Galerie Ton Peek, Utrecht
- 1984 „Losing head, gaining body“, Galerie BARBAR, Stockholm
- 1984 „Faces, Traces and Hanging Graces“, Galerie Ton Peek, Utrecht
- 1986 „Black Stockings and other Minor Obsessions“, Galerie Ton Peek, Amsterdam
- 1988 „Das Fleisch und die Kraft und die Herrlichkeit“, Fotoforum, Bremen
- 1988 „männerfreundlichfrauenfreundlich“, Anderes Ufer, Berlin
- 1989 Harbourfront, Toronto (mit Unterstützung des Goethe-Instituts)
- 1990 „Das Gespenst der Freiheit - Theatralische Fotografien“, Galerie am Prater, Berlin
- 1992 „Verweile doch! Du bist so schön! Augenblicke im Tanz“, Galerie Transart, Köln
- 1993 „Verweile doch! Du bist so schoen! Augenblicke im Tanz“, Dansens Hus, Stockholm
- 1994 „Gerhard Bohner Choreograph & Taenzer - Taenzer & Photograph Gert Weigelt“, Akademie der Künste, Berlin
- 1994 „Tanzbilanz“, Nationaltheater Mannheim
- 1995 „pictures of (e)motion“, Kunstmuseum Bonn
- 1995 „Gert Weigelt - Portraitist“, pH129, Köln
- 1996 „Weigelt on Bausch“, University Arts Museum, Berkeley (mit Unterstützung des Goethe-Instituts)
- 1997 „In Bausch & Bildern“: Gert Weigelt fotografiert das Tanztheater Wuppertal, Deutsches Tanzarchiv Köln
- 1998 „Optique Dansante“, Internationale Photoszene, Köln
- 2002 „Body & Soul“, Dans Museet, Stockholm
- 2003 „Pina Bausch“, St. Petersburg (Goethe-Institut/Deutsches Tanzarchiv Köln)
- 2004 „Ballett Basel Portraits“, Museum Tinguely, Basel
- 2005 „Distanzen - Siegfried Enkelmann/Gert Weigelt“, Deutsches Tanzarchiv Köln
- 2008 „Absolut Pina“, Dans Museet, Stockholm
- 2009 „Absolut Pina“, Le Transfrontalier 2009, Luxemburg
- 2009 „Absolut Pina“, Teatermuseet i Hofteatret, Kopenhagen
- 2010 „Absolut Pina“, Museo Nacional de Bellas Artes, Santiago de Chile (mit Unterstützung des Goethe-Instituts)
- 2010 „Absolut Pina“, China Iberia Centre for Contemporary Art, Peking (mit Unterstützung des Goethe-Instituts)
- 2011 „96 Füße, eine Compagnie“, Theater Duisburg
- 2014 „Design on Stage – Winners Red Dot Award: Communication Design 2014“, Red Dot Design Museum, Essen
- 2018 „Gert Weigelt. Autopsie in Schwarz/Weiß“, Tanzmuseum des Deutschen Tanzarchivs Köln
- 2020 „Von den Kraftfeldern zwischen Mensch und Körper“. Eine digitale Ausstellung mit Gedanken zum Tanz von Martin Schläpfer und Fotografien von Gert Weigelt. Kooperation der Deutschen Oper am Rhein mit dem Deutschen Tanzarchiv Köln, kuratiert von Thomas Thorausch und Anne do Paço.

## Video-Arbeiten
- Amuse Œil – Pinatz und andere Kleinigkeiten, Regie und Choreografie: Gert Weigelt

- Teil 1: Arabesque – eine Autopsie. Reverenz an Hans van Manen, mit Antoinette Goodfellow – Bronislav Roznos, Musik: J.S.Bach, Kamera: Peter Lataster, Schnitt/editing: Peter Rump
- Teil 2: Sacre Clip. Reverenz an Mats Ek, mit Nadja Saidakova – José Katxua, Musik: Igor Strawinsky, Kamera: Bernhard Auth, Schnitt/editing: Giesbert Boeckem
- Teil 3: Impressing Uncle Bill. Reverenz an William Forsythe, mit Simona Noja, Musik: Johann Sebastian Bach, Kamera: Bernhard Auth, Schnitt/editing: Giesbert Boeckem
- Teil 4: Pinatz. Reverenz an Pina Bausch, mit Nadja Saidakova – José Katxua, Musik: Nino Rota, Kamera: Joachim Baus, Schnitt/editing: Giesbert Boeckem
- Teil 5: UnDeuxTrois, – Triste, mit Sandy Delasalle – Olivier Lucea, Musik: Jean Sibelius, Kamera: Christian Hahn, Schnitt/editing: Giesbert Boeckem
- Teil 6: B.A.L.L.E.R.I.N.A buchstabieren (spelling B.A.L.L.E.R.I.N.A), mit Nadja Saidakova, Musik: Johann Sebastian Bach, Kamera: Peter Lataster, Schnitt/editing: Giesbert Boeckem

## Medienportraits

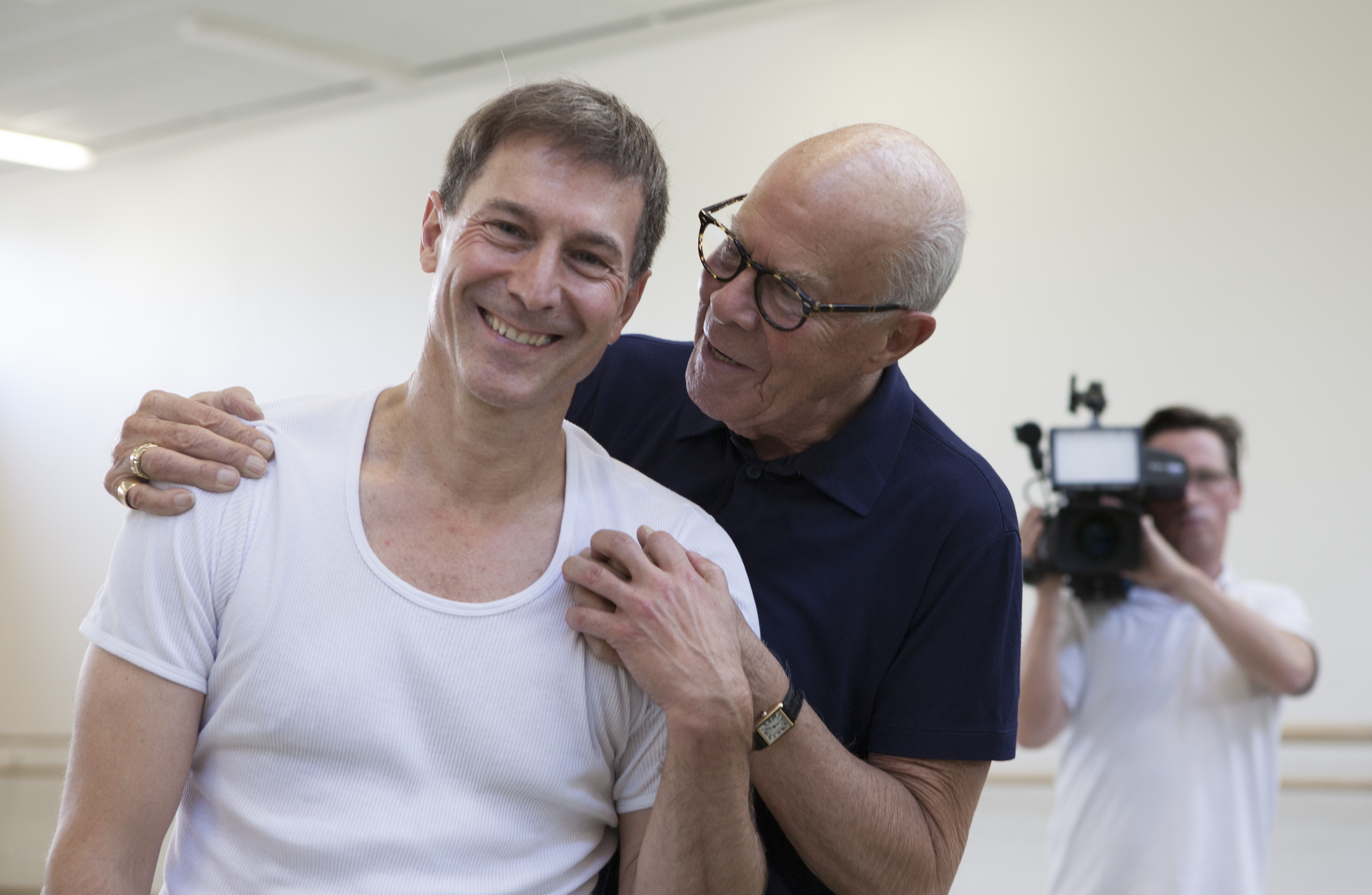
Martin Schläpfer und Hans van Manen bei Dreharbeiten zum Film Feuer bewahren – nicht Asche anbeten (2014)

In dem Kino- und Fernsehfilm Feuer bewahren – nicht Asche anbeten. Der Choreograf Martin Schläpfer von Annette von Wangenheim wird Gert Weigelt in einem Extra-Kapitel als der Fotograf des Ballett am Rhein in der Ära des Choreografen Marin Schläpfer porträtiert. Man sieht ihn bei Proben mit Martin Schläpfer und Hans van Manen, die er fotografiert. Im Doppelinterview mit Martin Schläpfer spricht er über seine Zusammenarbeit mit dem Choreografen und über Tanzfotografie im Allgemeinen.

## Veröffentlichungen
- Norbert Servos (Autor), Hedwig Müller (Autor), Gert Weigelt (Fotograf): Pina Bausch – Wuppertaler Tanztheater. Von Frühlingsopfer bis Kontakthof. Ballett-Bühnen-Verlag Rolf Garske, Köln 1979, ISBN 3-922224-01-6.
- Norbert Servos (Autor), Gert Weigelt (Fotograf): Pina Bausch – Wuppertal Dance Theater or the Art of Training a Goldfish: Excursions into Dance. Ballett-Bühnen-Verlag, Köln 1984, ISBN 3-922224-09-1.
- Jochen Schmidt (Autor), Gert Weigelt (Fotograf): Tanztheater in Deutschland. Propyläen, 1992, ISBN 3-549-05206-5.
- Gert Weigelt: Gerhard Bohner, Choreograph und Tänzer. Tänzer und Photograph, Gert Weigelt. Katalog zur Ausstellung im Foyer des Theaters der Stadt Gütersloh vom 11. Dezember 1993 bis 5. Februar 1994 und in Berlin, Akademie der Künste vom 15.5. – 12.6.1994. Verlag Klaus Bittner, Köln 1993, ISBN 3-926397-06-3.
- Gert Weigelt, Porträtist. Katalog zur gleichnamigen Ausstellung in den Räumen des Architekturbüros pH 129, Przygoda & Hoppenhaus, Köln, 27. Oktober bis 1. November 1995. Verlag Klaus Bittner, Köln 1995, ISBN 3-926397-07-1.
- Gert Weigelt: Body & Soul. Katalog zur gleichnamigen Ausstellung im Dans Museet Stockholm vom 31. Mai bis 25. August 2002. Verlag Klaus Bittner, Köln 2003, ISBN 3-926397-08-X.
- Norbert Servos (Autor), Gert Weigelt (Fotograf): Pina Bausch: Tanztheater. K. Kieser Verlag; München 2003 ff, ISBN 3-935456-27-1.
- Norbert Servos (Autor), Gert Weigelt (Fotograf): Pina Bausch. Dance Theatre. K. Kieser Verlag, München 2008, ISBN 978-3-935456-22-7.
- Norbert Servos (Autor), Gert Weigelt (Fotograf): Pina Bausch: Tanztheater. K. Kieser Verlag; 3. erweiterte und aktualisierte Auflage 2012, ISBN 978-3-935456-27-2.
- Gert Weigelt: Absolut Pina. Das Tanztheater Wuppertal der Pina Bausch. Katalog zur Fotoausstellung im Dans Museet Stockholm 11. Juni bis 31. August 2008.
- Gert Weigelt: Absolut Pina. Das Tanztheater Wuppertal der Pina Bausch. Katalog für die Ausstellung in Peking 2010
- Annette von Wangenheim: Der Bildregisseur Gert Weigelt. Interview. In: Jahrbuch 2013 tanz.